# Bloomsbury Publishing
Bloomsbury Publishing plc is een onafhankelijke wereldwijde uitgeverij van fictie en non-fictie. Het hoofdkantoor is gevestigd in Camden (Londen). Verder heeft de uitgeverij kantoren in Londen, New York en Sydney. Ze maakt deel uit van de FTSE SmallCap Index. 
Het bedrijf heeft zijn groei vooral te danken aan de Harry Potter-boekenreeks van J.K. Rowling. In 1999 en 2000 werd Bloomsbury benoemd tot Uitgever van het Jaar door de Britse boekindustrie. Het bedrijf publiceerde The Finkler Question van Howard Jacobson, die in 2010 de Booker Prize won.

## Bekende gepubliceerde boeken
- De Harry Potter-boekenreeks
- The English Patient
- The Kite Runner (Ned. vert. De vliegeraar)
- Storms of My Grandchildren
- The Year of the Flood
- The Toy Collector
- Jonathan Strange and Mr Norrell
- The Finkler Question
- De 33⅓-serie